# Tricalysia leucocarpa
Tricalysia leucocarpa är en måreväxtart som först beskrevs av Henri Ernest Baillon, och fick sitt nu gällande namn av Ranariv. och De Block. Tricalysia leucocarpa ingår i släktet Tricalysia och familjen måreväxter. Inga underarter finns listade i Catalogue of Life.